# Alexander Salkind
Alexander Salkind ( /ˈsælkaɪnd/ ; 2 de junio de 1921 - 8 de marzo de 1997) fue un productor de cine francés nacido en Polonia, la segunda de tres generaciones de productores internacionales de éxito.  

## Vida y carrera
Salkind nació en la Ciudad Libre de Danzig de padres judíos nacidos en Rusia, María y Mikhail Salkind (más tarde Miguel Salkind). Su familia se mudó a Francia, donde su padre trabajó como productor de cine. Siguiendo los pasos de su padre, produjo películas francesas y otras en Europa y Hollywood: Austerlitz dirigida por Abel Gance, El proceso de Kafka dirigida por Orson Welles y Superman de 1978 protagonizada por Christopher Reeve y Margot Kidder. La doble producción de Salkind, Los tres mosqueteros (1973), seguida de cerca por Los cuatro mosqueteros (1974), llevó al Screen Actors Guild a emitir lo que se conoció como la "Cláusula Salkind", cuyo objetivo es garantizar que un contrato de actuación para una película. No puede ampliarse a dos películas sin el consentimiento del actor.  En 1985, DC Comics nombró a Salkind como uno de los homenajeados en la publicación del 50 aniversario de la compañía Fifty Who Made DC Great por su trabajo en la franquicia cinematográfica de Superman.
Alexander Salkind murió en Neuilly-sur-Seine en 1997 y fue enterrado en el cementerio de Bagneux en el suburbio parisino de Montrouge.
El hijo de Salkind, Ilya Salkind (n. 1947), también es productor de cine.

## Filmografía
- Marina (1945 – productora)
- Soltera y con Gemelos (1945 – productor)
- Sinfonia de una vida (1946 – productor; también conocida como La sinfonía de la vida )
- Il moderno Barba Azul ( A Modern Bluebeard ) (1946 – productor; lanzado en Estados Unidos como Boom to the Moon )
- Black Jack (1950 – coproductor; también conocido como Capitán Black Jack )
- La hija del regimiento (1953 – productor; estrenada en Italia como La figlia del Reggimento y en Estados Unidos como La hija del regimiento )
- fr (1958 – productor; lanzado en Italia como A Parigi in vacanza y en todo el mundo como My Maldito Padre )
- Austerlitz (1960 – productor; lanzado en Estados Unidos como La batalla de Austerlitz, y en Italia como Napoleone ad Austerlitz o La Battaglia di Austerlitz )
- Rómulo y las Sabinas (1961 – productor; estrenado en Francia como L'Enlevement des Sabines, y en Latinoamérica como El Rapto de las Sabinas )
- The Trial ( Le Procès ) (1962 – productor, sin acreditar; lanzado en Alemania Occidental como Der Prozess, y en Italia como Il Processo )
- Ballad in Blue (1965 – productor; también conocido como Blues for Lovers )
- Cervantes (1967 – productor; lanzado en Estados Unidos como The Life of Cervantes o Young Rebel, en Francia como Les Aventures Extraordinaires de Cervantes, y en Italia como Le Avventure e Gli Amori di Cervantes )
- Hot Line (1967 – productor; lanzado en Francia como Le Ruble à deux faces )
- La luz en el fin del mundo (1971 – presentador, productor ejecutivo)
- ¡Matar! (1971 – productor/presentador; lanzado en Estados Unidos como Kill, Kill, Kill!, en España como Kill: Matar y en Francia como Police Magnum )
- Barba Azul (1972 – productor/presentador; lanzado en Italia como Barbablu, en Alemania Occidental como Blaubart y en Francia como Barbe-bleue )
- Los Tres Mosqueteros (1973 – productor/presentador; también conocido como The Queen's Diamonds )
- Los cuatro mosqueteros (1974 – productor/presentador; también conocido como La venganza de Milady o La venganza de Milady )
- Folies bourgeoises (1976 – productor/presentador; lanzado en Estados Unidos como The Twist, en Alemania Occidental como Die Verruckten Reichen y en Italia como Pazzi Borghesi )
- Espadas cruzadas (1978 – presentador; también conocido como El príncipe y el mendigo )
- Superman: La Película (1978 – presentador)
- Superman II (1980 – presentador; estrenado en EE. UU. en 1981)
- Superman III (1983 – presentador)
- ¿Dónde está Parsifal? (1983 – presentador, sin acreditar)
- Supergirl (1984 – presentadora)
- Santa Claus: La Película (1985 – presentador)
- The Rainbow Thief (1990 – productor ejecutivo, sin acreditar)
- Cristóbal Colón: El Descubrimiento (1992 – presentador)
- Superman II: The Richard Donner Cut (2006 - presentador)